# 徑山
徑山，位於中國浙江省杭州市餘杭区，海拔1000公尺，有霄峰、大人峰、鵬博峰、晏坐峰和御愛峰。宋代時，被譽為江南五山十剎之首，有「江南第一山」的美名。徑山也是佛教聖山，禪宗大師徑山法欽在此建徑山寺，為了供佛，也在此種植茶葉，成為徑山茶的由來。南宋時，日本僧人至中國參學，將徑山茶帶回日本，成為茶道的起源。

## 山川地理
径山主体在今浙江省杭州市余杭区西北部，主峰凌霄峰高约800米。 径山是天目山的东北余脉，因为山顶有径可以通天目山因名径山。山中内有五峰，间夹一盆地，其西有宴坐、朝阳二峰，北坐天显峰，南面堆珠，右偏鹏搏，外加凌霄和御爱二峰凡七峰，形如竖指。御爱峰则为宋高宗游玩所爱，因以名之。山径有二，因名双径：东路自凌霄峰而下，西过莲花峰，至径坞五里，再由凌霄正南行至御爱峰，极东行至菜坑各二十里；由双溪进直岭上者为东路;由斜坑过龙潭上者为西路，总于洞桥，合道而登。:27

## 寺院
唐天宝二年（742年），禅宗牛头宗大师法钦开山建庵，至永泰年间，法钦弟子崇惠至长安与方士角法胜出后唐代宗问其师承，弟子遂告之，代宗因遣内侍黄凤持诏召师进京咨询佛法，并赐号法钦“国一禅师”。法钦逾年辞归，代宗敕令杭州地方协助旧庵基础上建立了径山寺。径山寺在唐乾符六年（879年），改名乾符镇国院；宋大中祥符元年（1008年），改赐承天禅院；政和七年（1117年），改径山能仁禅寺。南宋建立后，高宗、孝宗及显仁皇后时来游幸，乾道二年，孝宗御书额，赐径山兴圣万寿禅寺。由宋迄元，径山寺都是禅林之冠，名列“五山十刹”之首。元未兵毁，明洪武间重建。万历中，寺庙年久失修，僧紫柏真可疏募重修。自唐宋延及明季，祖师住山者至八十七代，为禅林第一法席。康熙四十四年 , 南巡驻浙 , 敕赐御书“香云禅寺” 额。径山寺田产原本极为丰厚，涵盖周边余杭临安地界，在苏州、湖州等处都有田庄。据明《径山志》，唐代宗御赐“香灯山”广大难考，按界碑东至双溪里洪斜坑龙潭，南至临安观音殿下，西至径坞、立塔，北至关门石、雪坑，本山占地约30平方公里，唐代宗御赐昆山庄，宋孝宗赐苏州甪直镇田庄、余杭北湖草荡并免其赋税，总计南宋时共有田26216.8亩、地276.25亩、山1998.2亩，自明正德年间径山寺分为18房后寺院破败乃至1951年土地改革运动时可耕地514亩、非耕地55亩、楼房33间、平屋24间、基地3亩。:28-29

## 拓展阅读
[在维基数据编辑]
 《欽定古今圖書集成·方輿彙編·山川典·徑山部》，出自陈梦雷《古今圖書集成》